# 沈灌群
沈灌群（1908年—1989年），原名冠群，男，江苏如皋人，中国中国教育史学家，曾任华东师范大学教授、博士生导师，中国教育学会理事。